# Contea di Holmes (Mississippi)
La contea di Holmes (Holmes County in inglese) è una contea dello Stato del Mississippi, negli Stati Uniti. La popolazione al censimento del 2000 era di 21 609 abitanti. Il capoluogo di contea è Lexington.